# Муромский
Му́ромский — посёлок Муромского района Владимирской области Российской Федерации, входит в состав городского округа Муром.

## География
Посёлок примыкает к Мурому с юго-запада.

## История
Образован как посёлок центральной усадьбы совхоза «Муромский», в 1966 году переименован в посёлок Муромский в составе Подболотского сельсовета, с 1972 года — центр Подболотского сельсовета, с 2006 года — в составе городского округа Муром.

## Население
| 2002 | 2010  | 2021 |
| ---- | ----- | ---- |
| 1242 | ↘1071 | ↘817 |

## Инфраструктура
В поселке имеются:
- Отделение Сбербанка — Оперкасса N 93/0061 Муромского отделения СБ РФ N 93 (тел. (8-49234) 5-52-21

ул. Центральная 37)
- Медпункт — Врачебная амбулатория п. Муромский (тел. (8-49234) 5-53-22 ул. Кольцевая 25)
- Отделение почтовой связи 602240 (тел. (8-49234) 5-53-24)

## Экономика
В поселке действует сельхозпредприятие — СПК «Муромский» (тел. (8-49234) 5-52-30 молоко, мясо, овощи)